# Carrer de Sant Rafael (Arenys de Mar)
El carrer de Sant Rafael és un carrer d'Arenys de Mar (Maresme) inclòs en l'Inventari del Patrimoni Arquitectònic de Catalunya.

## Descripció
És un conjunt de casetes senzilles de dues plantes i entre mitgeres. A la planta baixa hi ha un portal i una finestra, a vegades és de pedra al pis hi ha un balcó. A moltes d'aquestes cases hi ha unes pedres que sobresurten de les façanes, arran de terra, que servien per protegir les cases de les rodes dels carros.